# Aldisa cooperi
Aldisa cooperi Robilliard & Baba, 1972 è un mollusco nudibranchio della famiglia Cadlinidae.

## Descrizione
Corpo di colore giallo-arancio, con piccoli tubercoli; alcune macchie nere lungo la linea dorsale. Rinofori e ciuffo branchiale dello stesso colore del corpo. Fino a 25 millimetri.

## Biologia
Si nutre della spugna Anthoarcuata graceae.

## Distribuzione e habitat
Oceano Pacifico, dall'Alaska alla California, Giappone, Corea del Sud.